# Lubusi
Koordinaten: 14° 47′ 0″ S, 24° 48′ 0″ O
Lubusi ist ein archäologischer Fundplatz und ein Fluss im Distrikt Kaoma in Sambia.
Es wurde zwischen Sesheke und Senanga am Sambesi eine Feuerstelle mit Holzkohle und Metallgegenständen gefunden, die zur frühen eisenzeitlichen Kultur in Sambia 900–1000 datiert werden. Weiter fanden sich Siedlungsreste von 25 Dörfern aus dieser Zeit. Die Keramik war nicht derselbe Typ wie die aus dieser Zeit bei Sesheke gefundene, die auch im Gebiet der Victoria-Fälle benutzt wurde, sondern einer, der weiter im Norden vorkommt.